# Oerlikon
Oerlikon je švicarsko podjetje, ki proizvaja obdelovane stroje za izdelavo spiralno stožčastih zobnikov. Ti zobniki se vgrajujejo v diferenciale vseh vrst vozil. Blagovna znamka stroja za izdelavo teh zobnikov se imenuje  »Spiromatic«. Obstajajo pa trije tipi: št. 1, št. 2 in št. 3.